# In kastus
In kastus — третій студійний альбом українського рок-гурту «Кому Вниз», виданий на двох варіантах носіїв — на CD і аудіокасеті.

## Треклист
| #   | Назва                        | Тривалість |
| --- | ---------------------------- | ---------- |
| 1.  | «Косар обрієм»               | 5:27       |
| 2.  | «Не нарікаю я на Бога»       | 2:41       |
| 3.  | «Микита Швачка»              | 3:01       |
| 4.  | «Суботів»                    | 5:21       |
| 5.  | «Вийди, змучена людьми…»     | 3:23       |
| 6.  | «Птаха на ймення Nachtigall» | 4:16       |
| 7.  | «Розрита могила»             | 4:28       |
| 8.  | «Йоан. Сію рай»              | 5:38       |
| 9.  | «Попіл»                      | 4:36       |
| 10. | «Ген, долиною»               | 3:14       |
| 11. | «Привид з гаю»               | 6:12       |
| 12. | «Навський Великдень»         | 3:12       |
| 13. | «Майстер з міста Hameln»     | 5:16       |
| 14. | «Подих»                      | 2:17       |
| 15. | «Щодня вона йде назустріч»   | 3:57       |
| 16. | «I зійде з долонь Господніх» | 1:50       |
| 17. | «Срібні твої води»           | 5:38       |

Аудіоваріант містив також пісні:
- До Основ'яненка
- Мати
- З Ісусом